# Dendrophthora cryptantha
Dendrophthora cryptantha är en sandelträdsväxtart som beskrevs av Kuijt. Dendrophthora cryptantha ingår i släktet Dendrophthora och familjen sandelträdsväxter. Inga underarter finns listade i Catalogue of Life.